# Вільбон-сюр-Іветт (кантон)
Вільбо́н-сюр-Іве́тт (фр. Villebon-sur-Yvette) — кантон у Франції, в департаменті Ессонн регіону Іль-де-Франс.

## Склад кантону
Кантон включає в себе 5 муніципалітетів:
| Муніципалітет     | Площа | Населення, осіб | Рік  |
| ----------------- | ----- | --------------- | ---- |
| Балленвільє       | 4,01  | 3780            | 2007 |
| Вільбон-сюр-Іветт | 7,41  | 9637            | 2007 |
| Вільжуст          | 5,36  | 2174            | 2007 |
| Со-ле-Шартре      | 7,65  | 4883            | 2007 |
| Шамплан           | 3,68  | 2444            | 2007 |

## Консули кантону
| Період    | Консул                | Посада                               |
| --------- | --------------------- | ------------------------------------ |
| 1983—2003 | Gérard Nevers         | Мер муніципалітету Вільбон-сюр-Іветт |
| 2003—2014 | Dominique Fontenaille | Мер муніципалітету Вільбон-сюр-Іветт |

| Франція | Це незавершена стаття з географії Франції. Ви можете допомогти проєкту, виправивши або дописавши її. |